# 越前市武生西小学校
越前市武生西小学校（ えちぜんし たけふにししょうがっこう）は、福井県越前市中央2丁目にある公立小学校。

## 沿革
- 1911年（明治44年）- 武生西尋常小学校創立。
- 1922年（大正11年）- 武生西尋常高等小学校と改称。
- 1925年（大正14年）- 武生町立武生女子高等実業補習学校を併設。
- 1941年（昭和16年）- 武生町西国民学校と改称。
- 1947年（昭和22年）- 武生町立武生西小学校と改称。
- 1948年（昭和23年）- 武生市立武生西小学校と改称。
- 1953年（昭和28年）- 武生市西幼稚園を新設。
- 1959年（昭和34年）- 特殊学級設置。
- 1963年（昭和38年）- 北校舎焼失。
- 1964年（昭和39年）- 第一棟（北校舎）落成。
- 1965年（昭和40年）- 第二棟（南校舎）落成。
- 1982年（昭和57年）- 体育館落成。
- 1984年（昭和59年）- 図書室・家庭室完成。
- 1985年（昭和60年）- プール完成。
- 2001年（平成13年）- パソコン室の設置。
- 2002年（平成14年）- ふるさと館（郷土資料室）完成。
- 2005年（平成17年）11月1日 - 合併による市名変更のため、越前市武生西小学校となる。
- 2007年（平成19年）- 校内LAN設置。
- 2008年（平成20年）- 北校舎耐震補強等工事。
- 2010年（平成22年）- 南校舎・給食室・児童玄関・中庭の耐震化リニューアル工事。

## 学区
本町・元町・京町一丁目・京町二丁目・京町三丁目・本多一丁目・平和町・若松町・高瀬一丁目・高瀬二丁目・中央一丁目・中央二丁目・深草一丁目・深草二丁目・平出一丁目・平出二丁目・平出三丁目・小松一丁目・小松二丁目・日野美一丁目・日野美二丁目・野上町(一丁目)・野上町(二丁目)・新町・北千福町・沢町・野上町(三丁目)・上太田町の一部

## 進学先中学校
- 越前市武生第一中学校[2]
- 越前市武生第二中学校

## 学区 / 校区内の主な施設
- 武生市立武生西幼稚園 - 同一敷地内に所在
- 武生郵便局
- 武生中央公園
- 武生記念病院
- 武生郵便局
- 越前警察署
- 越前市文化センター

## 交通
- 福鉄バス「菊人形前」停留所から、徒歩約100m・1〜2分。
- ハピラインふくい武生駅（西口）から、徒歩約1.4km・約21分。